# Парижская консерватория музыки и танца
Парижская высшая национальная консерватория музыки и танца (фр. Conservatoire national supérieur de musique et de danse de Paris, название с 1990 года), часто сокращённо Парижская консерватория — государственное высшее учебное заведение Франции, в котором обучаются музыканты-исполнители и танцоры. Основана как «Музыкальная консерватория» в 1795 году. В 1795—1946 годах располагалась на Rue du Conservatoire, в 1946-91 на Rue de Madrid, с 1991 года находится на авеню Жан-Жорес в квартале Ла-Виллет в 19 округе Парижа (входит в состав Музыкограда).

## История
Основа будущей консерватории была заложена в 1784 году учреждением в Париже Королевской школы пения и декламации (фр. L’École Royale de chant et de déclamation) под руководством композитора Франсуа Жозефа Госсека.
В 1792 для обслуживания «музыкальных» нужд Национальной гвардии и других публичных мероприятий под патронажем городских властей в Париже (на улице Сен-Жозеф) была открыта Музыкальная школа национальной гвардии (фр. L’ecole de musique de la garde nationale). Инициатором школы был капитан Национальный гвардии и руководитель гвардейского духового оркестра Бернар Сарретт. Из программ новой школы были осознанно исключены церковная музыка, которой традиционно обучали в певческих школах (метризах), и оперный вокал, которому обучали в Королевской школе пения. Музыкальная школа национальной гвардии, просуществовавшая один год, стала первой в истории Франции «народной» бесплатной музыкальной школой.
В 1793 году Музыкальная школа национальной гвардии была объединена с Королевской школой пения и декламации в Национальный институт музыки (фр. Institut Nationale de Musique), и Национальный конвент вновь утвердил Госсека руководителем.
В 1795 году институт был преобразован в Музыкальную консерваторию (фр. Conservatoire de musique) с Госсеком, Этьенном Мегюлем и Луиджи Керубини в качестве содиректоров. В первом наборе консерватории в 1796 году было 350 студентов. Первый устав консерватории показывает, что она рассматривалась не только как учебное заведение, но и как концертная организация. В одном из первых пунктов говорится: «…в отношении исполнения в обязанность консерватории входит обслуживание национальных празднеств».
В 1800 году в консерватории открылись отделения танца и драматического искусства (хореографический и театральный факультеты), в 1806 году она была переименована в Консерваторию музыки и декламации (фр. Conservatoire de musique et de déclamation). После реставрации Бурбонов в жизни консерватории наступил период трудностей (у роялистских властей она ассоциировалась с республиканским и бонапартистским периодом в истории страны), который удалось переломить возглавившему консерваторию в 1822 году Керубини. Под руководством Керубини учебный курс консерватории приобрёл черты, характерные по сей день для консерваторского образования во всём мире. Структура консерватории не менялась вплоть до 1946 года, когда её театральный факультет выделился в самостоятельное образовательное учреждение, получившее название Высшая национальная консерватория драматического искусства. После отделения театральной части от музыкально-хореографической «Консерватория драматического искусства» осталась в историческом здании, а «Консерватория музыки» переехала в 1946 году на Рю-де-Мадрид (фр. Rue de Madrid), а в 1991 году — в новое здание (архитектор К. де Порзампар) на авеню Жан-Жорес (в 19-м округе), где и находится поныне. Современное официальное название Парижской консерватории было установлено в 1990 году.
Профессиональный престиж Парижской консерватории всегда был очень высок, хотя в XX веке она и столкнулась с известными трудностями — начиная с 1905 года, когда на волне общественного возмущения, вызванного отказом руководства консерватории присудить Римскую премию в области музыки Морису Равелю, государственным декретом был заменён глава консерватории и установлен новый регламент её деятельности. В первой половине XX века, кроме того, в Париже возник целый ряд других (частных) высших музыкальных учебных заведений.
Спектр образовательных дисциплин в Парижской консерватории постоянно расширяется: в 1984 году был открыт факультет старинной музыки, в 1990 — звукорежиссёрский, в 1991 — джазовый и музыкально-педагогический факультеты.
С сентября 2010 года директор консерватории — Брюно Мантовани. Обучение частично платное: в 2016-17 учебном году обязательная плата составила 500 евро в год, не считая обязательной медстраховки.

## Руководители консерватории
- Бернар Сарретт (1796—1814, 1815)
- Marquis de La Rouzière (1815—1816)[7][8]
- Франсуа Луи Перн (1816—1822)
- Луиджи Керубини (1822—1842)
- Даниэль Франсуа Эспри Обер (1842—1871)
- Амбруаз Тома (1871—1896)
- Теодор Дюбуа (1896—1905)
- Габриель Форе (1905—1920)
- Анри Рабо (1920—1941)
- Клод Дельвенкур (1941—1954)
- Марсель Дюпре (1954—1956)
- Раймон Лушёр (1956—1962)
- Раймон Галлуа-Монбрен (1962—1983)
- Марк Блёз (1984—1986)
- Ален Лувьер (1986—1991)
- Ксавье Дарасс (1991—1992)
- Марк Оливье Дюпен (1993—2000)
- Ален Пуарье (2000―2009)
- Паскаль Дюмэ (2009—2010)
- Брюно Мантовани (2010—)

## Видные преподаватели
В 1841—1870 годах в консерватории пение преподавал известный оперный певец Никола Проспер Левассёр, декламацию — актёр Луи Арсен Делоне.